# 普林斯顿枢纽站
普林斯顿枢纽站、车站站牌西温莎的普林斯顿枢纽（英語：Princeton Junction at West Windsor）是位于美国新泽西州西温莎镇普林斯顿枢纽的铁路车站，有经过东北走廊的美铁和新泽西捷运列车停靠，此外还有新泽西捷运营运的普林斯顿支线出岔。

## 历史

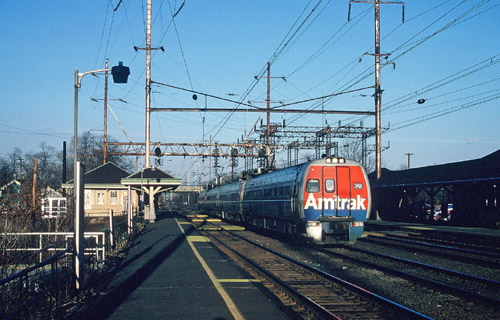
Metroliner通过车站（1978年）

普林斯顿枢纽站的历史可追溯至19世纪的宾夕法尼亚铁路的前身联合新泽西铁路运河公司。原车站为确保普林斯顿支线能于1865年运营而建于1864年。
1965年，高速列车Metroliner的原型机在一次测试运行中以当时创纪录的164英里每小時（264每小時）时速通过了车站，当时东北走廊在线路改造之前只有极少路段能够达到这种速度。1967年12月20日，美国聯合飛機公司燃氣輪客車以170.8 mph（274.9 km/h）的速度通过车站及周边路段，刷新了北美铁路最高速。车站设有一块牌匾以纪念这一事件。
目前的车站站房建于1987年。

## 车站结构
本站设有两座高站台侧式站台。除了部分拱心石号列车和工作日南下的帕尔梅托号外，大部分美铁列车使用内侧股道通过车站。本站北侧为泽西大道站，但所有特伦顿发纽约行列车均不停靠泽西大道而直达新布伦瑞克。
| 站台 | 穿梭线                     | ← ■新泽西通勤铁路普林斯顿支线往普林斯顿                                                                                         |
| 站台 | 侧式站台                   | |
| 站台 | 侧式站台，右边车门将会打开 | |
| 站台 | 4道                        | ← ■新泽西通勤铁路东北走廊线前往特伦顿（哈密尔顿) ← ■美鐵东北区域号、拱心石号、帕尔梅托号等南下列车往华盛顿、哈里斯堡 （特伦顿） |
| 站台 | 3道                        | ← 美铁、新泽西捷运不停站列车 |
| 站台 | 2道                        | ← 美铁、新泽西捷运不停站列车 →                                                                                                  |
| 站台 | 1道                        | ← ■美鐵东北区域号、拱心石号等北上列车往纽约/波士顿方向 （新布伦瑞克） → ← ■新泽西通勤铁路东北走廊线前往纽约 （新布伦瑞克） →    |
| 站台 | 侧式站台，右边车门将会打开 | |
| G    | 地面                       | 站房、停车、巴士 |

## 服务

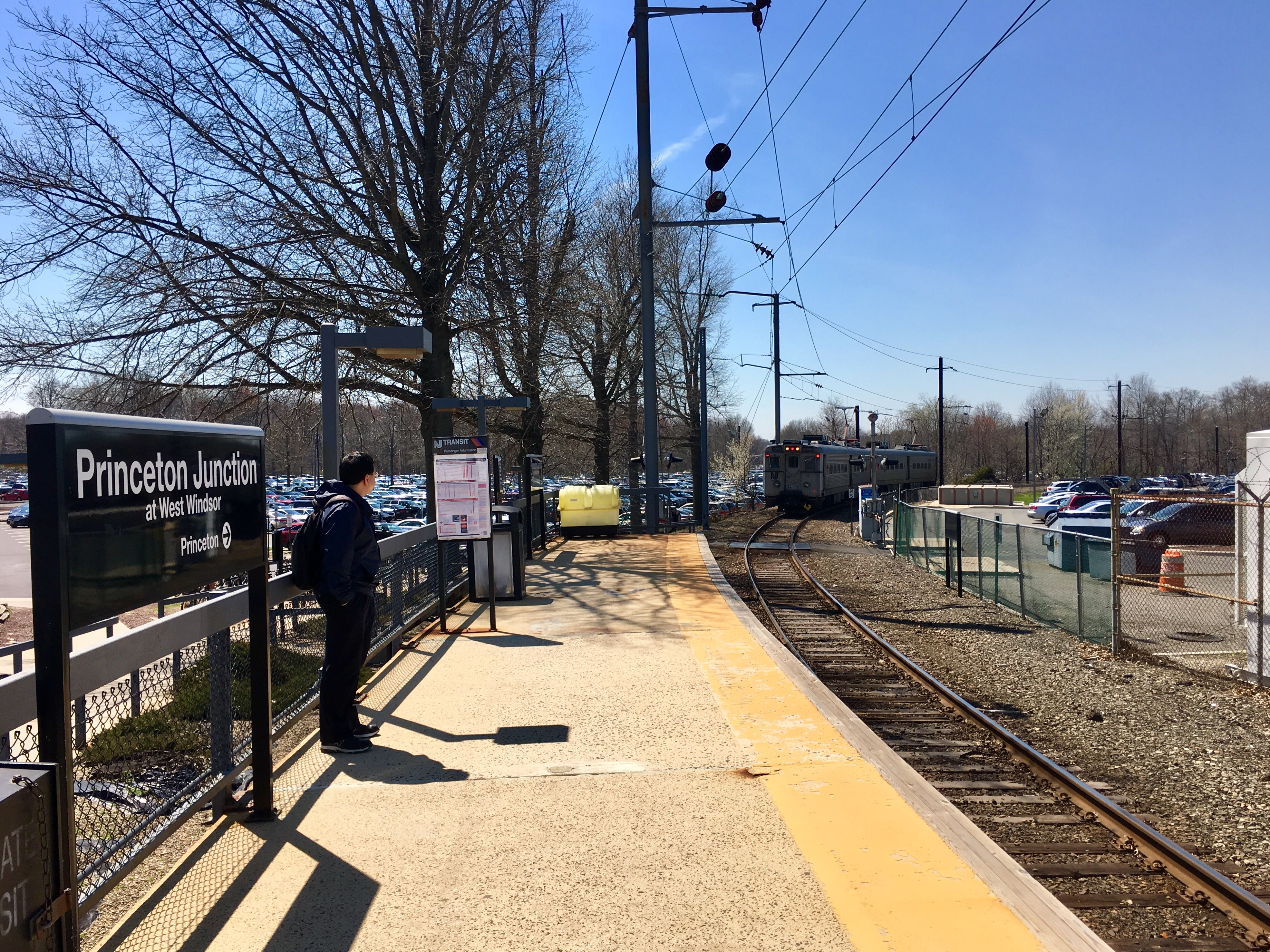
普林斯顿支线“Dinky”站台

直至2017年，普林斯顿枢纽站是新泽西通勤铁路系统内第六繁忙的车站，工作日客流6817人。除了东北走廊线外，新泽西捷运还营运一条长2.7-英里（4.3-）的普林斯顿支线通往普林斯顿大学，该穿梭支线又被称为“Dinky”和“PJ&B”（Princeton Junction and Back）。支线列车通常只有2节车厢，有时甚至只有1节。支线末端设有连接东北走廊正线的道岔。
普林斯顿支线曾因新泽西捷运进行正向列车控制系统测试于2018年10月14日至2019年5月11日暂停营运。停运期间至普林斯顿的服务由接驳巴士替代。
美铁于早高峰时段有2班前往华盛顿特区方向的东北区域号和1班前往哈里斯堡方向的拱心石号在本站停靠，返程列车于晚高峰时段停靠。2007年前宾夕法尼亚人号列车曾停靠本站，南下帕尔梅托号则于2015年10月起停靠本站。美铁曾开行往来费城和纽约/纽瓦克间的通勤列车服务计时员号，曾是普林斯顿枢纽站停靠的美铁列车。2005年10月28日，计时员号被新泽西捷运的快速列车代替，本站通勤列车服务最短仅能至特伦顿。